# Ghilad, Timiș
Ghilad este satul de reședință al comunei cu același nume din județul Timiș, Banat, România.